# Österreichische Vorentscheidung zum Eurovision Song Contest 1981
Die Österreichische Vorentscheidung zum Eurovision Song Contest 1981 fand am 26. Februar 1981 statt. Es war das erste Mal, dass Österreich einen Vorentscheid veranstaltete. Marty Brem war intern vom ORF ausgewählt worden – die Vorentscheidung betraf nur mit welchem Lied er in Dublin antreten würde.

## Format
Der ORF hatte Marty Brem intern ausgewählt – er war im Jahr davor als Mitglied der Gruppe Blue Danube beim Eurovision Song Contest in Den Haag für Österreich an den Start gegangen. Diesmal sollte er als Solosänger das Land vertreten.
An dem Abend standen drei Lieder zur Auswahl. Die Abstimmung erfolgte über Postkarten. Das Lied mit Startnummer 2 "Wenn Du da bist" gewann mit 51 % und landete beim Eurovision Song Contest auf dem 17. Platz.

## Voting
| Platz | Startnr. | Interpret  | Lied            | Stimmen (in Prozent) |
| ----- | -------- | ---------- | --------------- | -------------------- |
| 01.   | 02       | Marty Brem | Wenn Du da bist | 51 %                 |
| 02.   | 03       | Marty Brem | Clown           | 35 %                 |
| 03.   | 01       | Marty Brem | Und ich singe   | 14 %                 |